# М-296
М-296 — советская дизельная подводная лодка проекта А615.

## Служба
Заложена 1 февраля 1955 г. на судостроительном заводе «Судомех» (Ленинград). Заводской номер 702. Спущена на воду 4 апреля 1956 года.
23 декабря 1958 года вступила в строй, вошла в состав Черноморского флота. 26 февраля 1959 года принята госприёмкой. Была зачислена в состав 27-й ОБрПЛ с базированием на Балаклаву.
С 01 апреля 1961 года входила в состав 60-го ДнПЛ 14-й БрПЛ, с 3 июля 1961 года — в составе 27-й ОБрПЛ.
30 марта 1965 года была выведена из боевого состава и законсервирована, поставлена в отстой в Балаклавской бухте. С 30 марта 1967 года — в составе 14-й ДиПЛ КЧФ.
01 июня 1971 года подлодка была расконсервирована и вновь введена в строй. 29 июня 1977 года переклассифицирована в опытовую подлодку и 3 августа 1977 — переименована в «МС-296».
05 июня 1979 года исключена из состава флота в связи со сдачей в ОФИ.

## Монумент

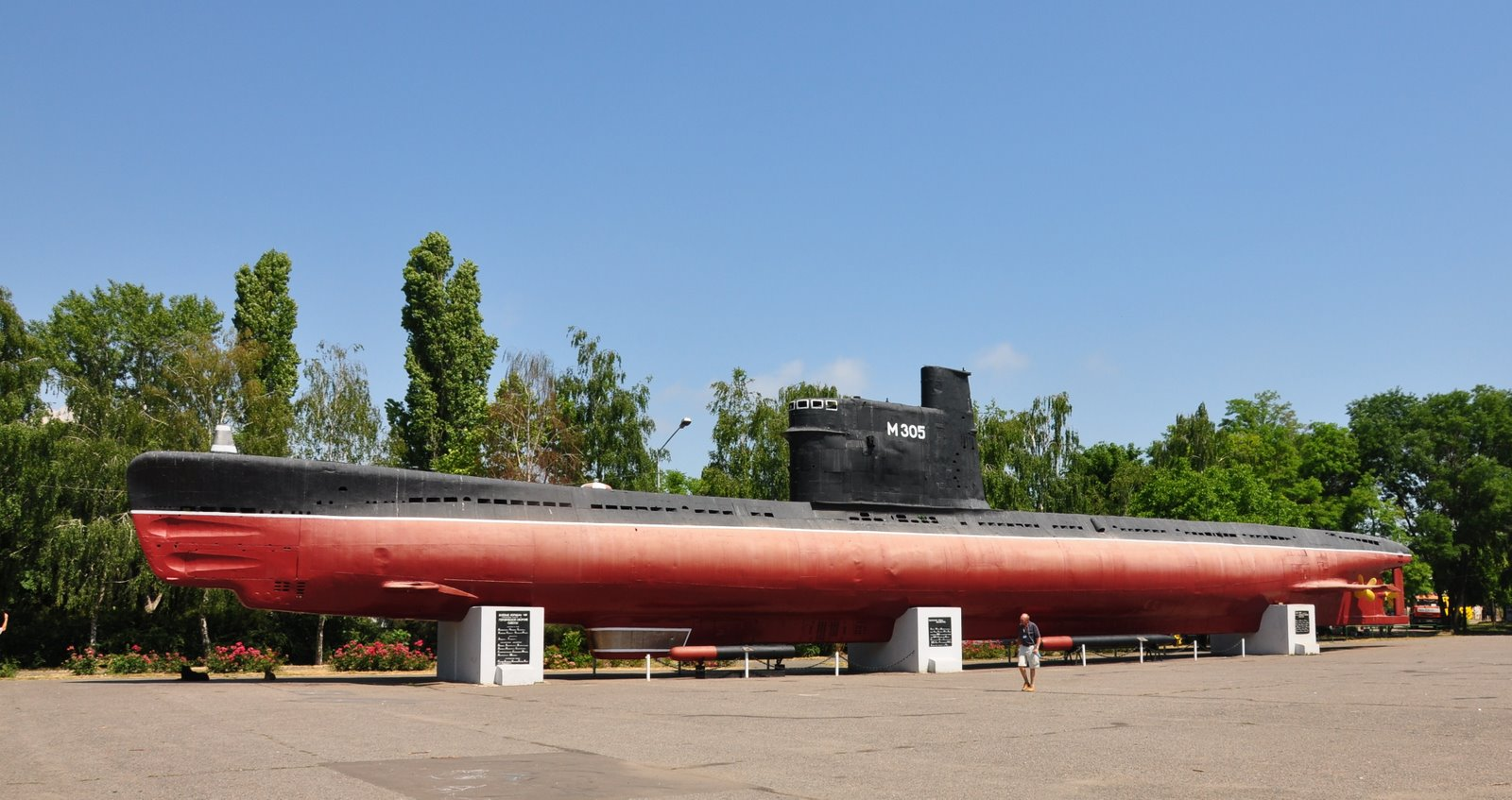
М-296, Мемориал героической обороны Одессы, Одесса, 2009

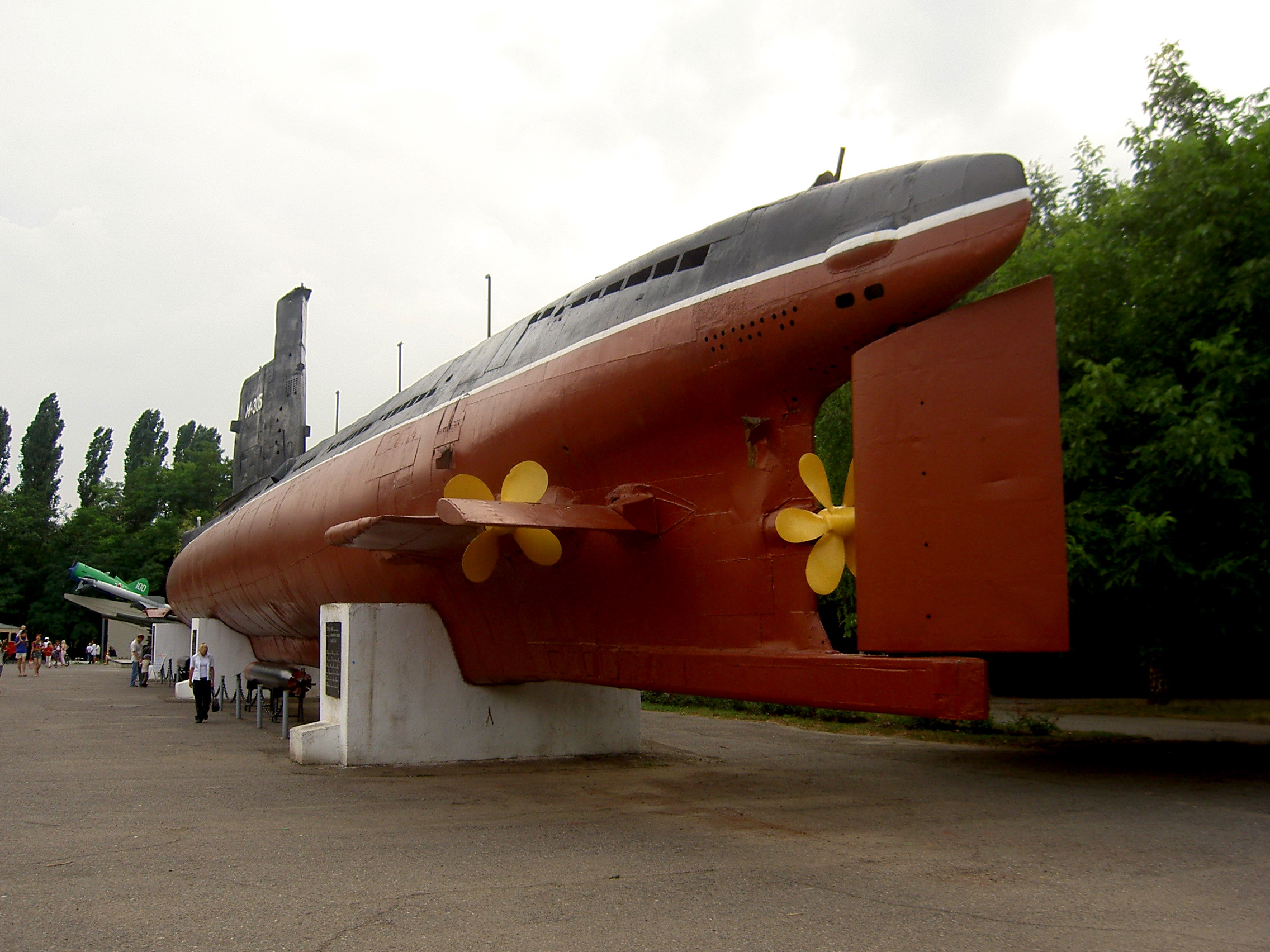
М-296, Одесса, 2005

28 августа 1979 года была передана в распоряжение Одесского горкома Компартии Украинской ССР.
01 марта 1980 года подлодка была установлена в качестве экспоната на 411-й батарее (Одесса). Экспонируется под обозначением М-305.
По состоянию на 2013 год это одна из двух лодок проекта А615 (вторая — М-261 в Краснодаре) которые сохранились.